# Památník duchcovského viaduktu
Památník duchcovského viaduktu připomíná oběti střetu hladového pochodu s četníky (tzv. Duchcovské stávky) 4. února 1931 v severočeském Duchcově, při kterém byli zastřeleni čtyři nezaměstnaní dělníci. Je chráněn jako kulturní památka České republiky.

## Historie
O zbudování památníku se uvažovalo od začátku 50. let, autorem původního návrh byl akademický sochař Vlastimil Večeřa. Nakonec byl ale realizován až návrh akademického sochaře Karla Lercha. Ústředním motivem památníku byl reliéf „Dělnická pieta“, který zachycoval padlého dělníka v náručí ženy a stojícího muže s chlapcem. V této podobě byl památník odhalen v 7.9.1954 přímo u viaduktu, na místě tragédie. V roce 1957 byl pomník doplněn o sochy „Milicionáře s puškou“ a „Dělnice se zaťatou pěstí“, sochy byly opět z dílny Karla Lercha.
V roce 1962 byl viadukt prohlášen za národní kulturní památku. Další výrazné proměny se pomníku dostalo v roce 1963, kdy byl pomník přemístěn do centra města. Pomník byl přenesen včetně soch dělnice a milicionáře, za bronzový reliéf byla doplněna symbolická zeď, která evokovala ztracenou autenticitu železničního viaduktu, místa neštěstí. Po celé období socialismu byl pomník ústředním bodem města, u kterého se pořádaly slavnostní akce a manifestace. V roce 1987 byl vlastní památník zapsán na seznam kulturních památek.
Památník stojí na přeneseném místě dodnes, i když v roce 1991 byly odstraněny sochy milicionáře a dělnice. Prohlášení viaduktu za národní kulturní památku bylo zrušeno v roce 1995, památková ochrana památníku byla zachována.